# Fortezze vuote
Fortezze vuote: Umbria, una risposta politica alla follia è un film italiano drammatico del 1975 diretto da Gianni Serra.

## Origine del film
Nel 1974 la regione Umbria e la provincia di Perugia, ad amministrazione comunista e socialista, si posero l'obiettivo di fornire una testimonianza pubblica del lavoro svolto in campo psichiatrico. Da poco, sul tema della malattia mentale, era stato realizzato per la Rai il film in 3 parti “Dedicato a un medico”, proiettato nella stessa Perugia durante il festival dell'Unità.
La proiezione a Perugia fu l'occasione per impostare un progetto cinematografico. Così Giuseppe Pannacci, allora assessore ai servizi psichiatrici della provincia di Perugia, e Dario Natoli, allora direttore della casa di produzione Unitelefilm, misero a punto un piano finanziario che prevedeva, per la realizzazione di un film, il contributo della Provincia e della Regione.
Fu decisa una struttura cinematografica aperta e cioè che rispettasse e riflettesse in qualche modo il metodo che era stato seguito dai veri protagonisti del processo. Fu cioè scelta la strada per un'opera che fosse veramente il risultato di un contributo collettivo, con il coinvolgimento di tutte le forze politiche antifasciste, delle varie istanze della società, degli operatori psichiatrici, dei cittadini, degli enti locali, delle organizzazioni sindacali e culturali.
L'impostazione realizzativa portò alla convocazione immediata di un'Assemblea popolare, moderata dall'attore Bruno Cirino: cittadini, malati, operatori psichiatrici, consiglieri provinciali, sindaci, assessori dei comuni e della regione, fornirono con i loro interventi i contenuti e le linee programmatiche del film stesso. Questi interventi, che vennero filmati, costituirono poi l'ossatura vincolante del documento cinematografico.

## Trama
Fortezze vuote appare montato su due livelli di narrazione. Il primo ha per oggetto la ristrutturazione dei servizi psichiatrici attraverso le testimonianze di chi era direttamente interessato a questi cambiamenti. Il secondo ha per oggetto la genesi del film stesso con la scelta e la discussione dei suoi contenuti. L'assemblea cittadina e le riunioni presso i CIM (Centri di Igiene Mentale), che fanno da collante di tutto il film, esprimono questa narrazione dentro la narrazione.
Fortezze vuote, secondo le linee guida emerse dall'assemblea, rispetta un discorso, un filo logico, sul quale si innestano tante storie. Quella di Marta che non vuole più andar via dal manicomio, quella di una dolce e giovane donna che va a spasso perché non ha un lavoro e prende “solo” due pillole, per distendersi, e che era entrata in manicomio in seguito a un esaurimento nervoso. Poi c'è la storia di Zeffirino che piange e che si scopre vivere isolato con la famiglia in una cascina senza nessuno con cui parlare. C'è Giovanni, triste e di poche parole, che pare fosse stato rinchiuso in un castello prima di andare in manicomio per problemi politici o per via di una donna o per via di certe stranezze che nessuno racconta, men che meno il prete. E poi c'è Marco che scrive musica e che non sa come farsi aiutare.

## Un dialogo significativo
Carlo Manuali, lo psichiatra che aveva guidato il processo di ristrutturazione dei servizi psichiatrici di Perugia, si fa qualche volta portavoce, commentatore dei vari temi affrontati nella narrazione cinematografica. Osserva, per esempio, in una scena del film, rivolgendosi all'autore e ai suoi collaboratori Gioia Benelli e Tomaso Sherman: “La terapia non è una proposta di felicità ma è una proposta di realtà. E quindi, essendo una proposta di realtà, noi per questi soggetti non possiamo se non organizzare un modello di vita o dei modelli di vita così come sono i modelli di vita delle persone simili a loro. Quindi lo squallore che voi avete trovato nei gruppi famiglia è lo stesso squallore che avete visto a casa di Battolini (indica un utente del CIM di Castello, presente al dibattito). Non è squallido il gruppo famiglia, è squallida la realtà, è squallida la realtà in cui è costretta a vivere la gente. L'unico modo per fare qualcosa di positivo è quello di congiungere questi squallori, di farne uno squallore unico e quindi una proposta di trasformazione sociale unica”.

## Accoglienza
Nel 1975 il film debuttò alle "Giornate del cinema" di Venezia. Il pubblico, come si può leggere nei giornali di allora, seguì la proiezione del film in Campo Santa Margherita, con partecipe attenzione. Fortezze vuote fu oggetto di discussioni incentrate non tanto e non solo sui motivi specifici posti in risalto dal film, ma proprio su tutte le vaste e ramificate correlazioni sociali e politiche che in esso emergono. Al dibattito veneziano erano presenti sia Franco Basaglia che Carlo Manuali: ci fu uno scontro molto bello tra i due, uno scontro di ideologie.
Il film fu giudicato assai significativo nell'ambito di una ricerca sulla comunicazione della rivoluzione basagliana, proprio perché in qualche modo se ne distaccava e raccontava di un processo diverso e contemporaneo.

## Diffusione
Dopo le giornate del cinema di Venezia Fortezze vuote circolò per moltissimi anni, proiettato ovunque e ospite invitato di festival, rassegne cinematografiche, scientifiche e non, italiane e straniere.
Ma improvvisamente scomparve dalla circolazione, fu anche negato per una commemorazione a Perugia di Carlo Manuali, prematuramente scomparso. Ugualmente fu negato a vari Circoli del Cinema.
Eppure Fortezze vuote era stato prodotto dall'Unitelefilm con la collaborazione economica della Regione Umbria e della Provincia di Perugia, che mai avevano alienato i loro diritti.
Soltanto ad agosto del 2013 il film tornò visibile, dopo molti anni, a tutti coloro che al tempo avevano collaborato, al mondo culturale e scientifico.